# Język yidgański
Język yidgański (yidgha, lutkuhwar, yidga, yudga, yudgha) – pamirski język używany przez mieszkańców Górnej Doliny Lutkuh w rejonie Czitralu w północnym Pakistanie. Wykazuje duże podobieństwo do używanego w Afganistanie języka mundżańskiego.